# آلان إل. هارت
آلان إل هارت (بالإنجليزية: Alan L. Hart)‏، المعروف أيضًا باسم روبرت ألين بامفورد جي آر، وُلد في 4 أكتوبر 1890 باسم ألبرتا لوسيل هارت، وتُوفي في 1 يوليو 1962، كان هارت طبيبًا تخصص في الأشعة السينية، وباحثًا في مرض السل وكاتبًا وروائيًا. خضع لعملية استئصال الرحم سنة 1918 وكان من أوائل الرجال المتحولين في الولايات المتحدة وعاش بقية حياته رجلًا. أصبح رائدًا في استخدام التصوير بالأشعة السينية للكشف عن مرض السل ونفذ العديد من برامج فحص السل التي أنقذت حياة الآلاف.

## نشأته
وُلد هارت في 5 أكتوبر عام 1890 في مدينة هالز سوميت في مقاطعة كوفي كانساس، والده ألبرت إل. هارت ووالدته إدنا هارت (ني بامفورد). سنة 1892، توفي والده إثر إصابته بحمى التيفويد، بعدها استعادت والدته اسمها قبل الزواج، وانتقلت العائلة إلى مقاطعة لين في أوريغون. تزوجت والدة آلان بيل بارتون عندما كان هارت في الخامسة من عمره، وانتقلت العائلة إلى مزرعة والد إدنا. سنة 1911، كتب هارت عن سعادته في هذه الفترة إذ كانت لديه الحرية للتصرف بوصفه ذكرًا ويلعب باستخدام ألعاب الفتيان التي صنعها له جده. تقبل والداه وجدّاه تغيره الجنسي ودعموه، رغم وصف والدته لقراره بالأحمق بسبب رغبته في أن يصبح ذكرًا. أدرج الجد اسم هارت بوصفه حفيدًا ذكرًا في سجلاته في الفترة 1921-1924. انتقلت العائلة إلى مدينة ألباني عندما بلغ هارت سن الثانية عشر واضطر للحضور بوصفه أنثى في المدرسة. واصل قضاء الإجازات في مزرعة جده متظاهرًا بأنه ذكر بين أصدقائه الذكور «يضايق الفتيات ويلعب ألعاب الأولاد». وفقًا لعينة من مذكرات هولز سيمت في يونيو 1921:
«كان هارت شابًا مختلفًا. شعر بأن ملابس الأولاد تناسبه أكثر، ودائمًا ما عَدّ نفسه صبيًا ورغب في قص شعره وارتداء السراويل. كره هارت الدمى واستمتع بلعب دور الطبيب. كذلك كره واجبات الفتاة التقليدية، وفضل العمل في المزرعة مع الرجال. كانت سمة الاعتماد على الذات بارزة فيه، في مرة قطع مقدمة إصبعه بالفأس بالخطأ ثم ضمد إصبعه بنفسه ولم يخبر عائلته بالأمر».
ولكونه ذكرًا مكبوتًا في سنوات دراسته، كتب هارت مقالات باسم «روبرت ألين بامفورد جي. آر» مع مقاومة قليلة من أساتذته وزملائه. في ذلك الوقت، شاع استخدام الكُتاب لأسماء مستعارة متضمنةً أسماء الجنس الآخر. نشر هارت أعماله في الصحف المحلية ومنشورات المدارس والكليات تحت هذا الاسم وغيره، لكنه استخدم اسمه القانوني تحت ضغط أقرانه طلاب السنة الاخيرة. تناول في أعماله المبكرة الموضوعات الذكورية حتى عندما طُلب منه الكتابة عن زميلات الدراسة أو الصديقات، صورهن أنهن مقاتلات أو لاعبات كرة سلة صبيانيّات.
التحق هارت بكلية ألباني، المُسماة كلية لويس وكلارك الآن، انتقل بعدها إلى جامعة ستانفورد مع زميلته وحبيبته إيفا كوشمان عامي 1911 و1912 قبل أن يعود إلى ألباني. تخرج هارت في كلية ألباني سنة 1912، وحصل سنة 1917 على الدكتوراه في الطب من جامعة أوريغون في بورتلاند. عاد هارت إلى شمال كاليفورنيا لحضور دورات في في كلية الطب جامعة ستانفورد. استاء هارت كثيرا نتيجةً لإصدار شهادة الطب باسمه الأنثوي، ما قلل من فرصة استخدامها في المستقبل باسم ذكر. تعاطف مع حالته أحد موظفي الكلية، وتمت فهرسة اسمه في سجلات الكلية: «هارت لوسيل، المعروف أيضًا باسم روبرت. إل. إم. دي». مع ذلك، كان هارت إذا قدم نفسه باسم روبرت لأي وظيفة فإن صاحب العمل يدقق في أوراقه، ويكتشف اسمه الأنثوي أو لا يجد له سجلًا بصفة ذكر نهائيًا. عمل لفترة قصيرة بوصفه امرأة في مستشفى للصليب الأحمر في فيلادلفيا بعد تخرجه.

## التحول
عندما بلغ هارت سن الرشد، طلب المشورة النفسية والجراحة الجذرية ليكمل بقية حياته رجلًا. أصبح هارت صاحب أول عملية تحول جنسي موثقة للذكور المتحولين في الولايات المتحدة، رغم أنه سبق إجراء جراحة تغيير جنسي لرجل واحد في ألمانيا، عالج هذا الرجل عالم الجنس الألماني ماغنوس هيرشفيلد. في يونيو 1906 كانت حالة كارل إم. باير سابقة جديدة لجراحة التحول الجنسي من طريق الدعم المتزامن من الأوساط النفسية والقانونية والجراحية. يُعَد هارت سابقة طبية وقانونية للتحول الجنسي، وقد استند في تحوله إلى قضية باير.
سنة 1917، تقرب هارت من جوشوا ألين جيلبرت، أستاذ وحاصل على شهادة الدكتوراه في جامعة أوريغون، طلب هارت من الطبيب إجراء عملية جراحية تخلصه من الحيض وإمكانية الحمل، وقدم هارت لجيلبرت حجة لتحسين النسل ذكر فيها إنه يجب علاج الشخص الذي يعاني «تقلبات غير طبيعية». في البداية تردد جيلبرت بشأن تنفيذ طلب هارت، لكنه استنتج أن هارت كان ذكيًا للغاية وليس مريضًا عقليًا، لكنه يعاني اضطرابات غامضة ليس لديه -أي جيلبرت- تفسير لها. 
لاحظ الطبيب أن هارت قدم نفسه أنه ذكر فقط، ووصف نفسه باستخدام عبارات تدل على أنه ذكر. سنة 1920، كتب جيلبرت في ملاحظاته المنشورة في مجلة الاضطرابات العصبية والعقلية، أن هارت من وجهة نظر اجتماعية ونفسية هو رجل، وأن العيش بوصفه ذكرًا كانت فرصته الوحيدة للعيش بسعادة، لذا فإن عملية التحول الجنسي أفضل ما يمكن فعله في تلك الحالة.
تضمنت عمليات التحول الجنسي المبكرة زراعة أنسجة الخصية بدلًا من المبايض المستأصلة. سنة 1903، استُخرجت الهرمونات الذكورية البلورية من إدرار الذكور بكميات يمكن الاستفادة منها، ولكن هذه الهرمونات قد تسبب خطر العدوى ببعض الأمراض. لم تُكتشف الهرمونات الذكورية الاصطناعية قبل 1920، خضع هارت لهذا العلاج الهرموني عندما أتيحت له الفرصة.
أُجريت عملية هارت في كلية الطب في جامعة أوريغون في شتاء 1917/1918، بعدها غير اسمه قانونيًا.
تدرب هارت في جامعة سان فرانسيسكو. التقى هناك بزميل دراسة قديم، وصرح بكونه متحولًا جنسيًا في صحيفة سبوكن مان ريفيود. بدأت المقالة بجملة افتتاحية عرفت عن هارت باسم ولادته وضمائر المؤنث، ووصفته أنه تخرج من جامعة ستانفورد «طالبًا رقيقًا يقوم بتصرفات صبيانية».
في فبراير 1918 تزوج هارت زوجته الأولى أنيز ستارك، وانتقلا إلى جرادينير- أوريغون حيث واصل ممارسته الطب.
قال هارت: «إنني سعيد أكثر من أي وقت آخر في حياتي منذ أجريت هذا التغيير، وسأستمر بهذا الشكل طوال عمري. لم أُخف أي شي بخصوص هذا التغيير بارتداء ملابس الرجال، عدت لمنزلي لأظهر لأصدقائي أنني لم أخجل من أي شيء».